# Motte féodale de Cordey
Le motte féodale de Cordey est un ancien château à motte situé sur la commune de Boucé, dans le département de l'Orne, région Normandie.

## Localisation
La motte est située au lieudit Cordey.

## Histoire
La motte est datée du Xe siècle ou XIIe siècle.
La motte castrale est inscrite comme monument historique le 10 juin 1975.

## Description
La motte possède « une circonférence à la base de 180 mètres, [une hauteur] de 8 à 9 mètres au-dessus du fond du fossé, lui-même profond de 2,80 mètres et large de 2 à 6 mètres ».